# علي نادر
علي نادر محمود، لاعب كرة قدم قطري من أصل مصري يلعب حالياً في نادي الخور.

## روابط خارجية
- علي نادر على موقع قاعدة بيانات كرة القدم.إي يو (الإنجليزية)